# Szydłowo (gmina, Mazovie)
Pour les articles homonymes, voir Szydłowo.
Szydłowo est une gmina rurale (gmina wiejska) de la powiat de Mława, dans la Voïvodie de Mazovie, dans le centre-est de la Pologne. 
Son siège administratif (chef-lieu) est le village de Szydłowo, qui se situe environ 6 kilomètres au sud-est de Mława (siège de la powiat) et 102 kilomètres au nord-ouest de Varsovie (capitale de la Pologne).
La gmina couvre une superficie de 122,21 km2 pour une population de 4 559 habitants en 2006.

## Histoire
De 1975 à 1998, la gmina est attachée administrativement à la voïvodie de Ciechanów.

Depuis 1999, elle fait partie de la voïvodie de Mazovie.

## Géographie
La gmina inclut les villages et localités de : 

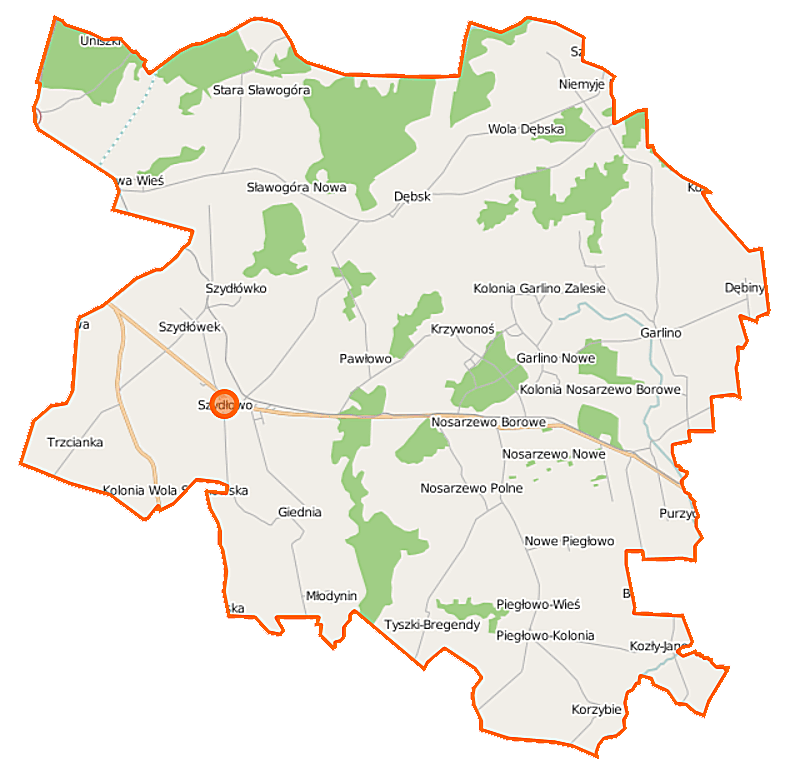
Plan de la gmina

- Budy Garlińskie
- Dębsk
- Garlino
- Giednia
- Kluszewo
- Korzybie
- Kozły-Janowo
- Krzywonoś
- Marianowo
- Młodynin
- Nieradowo
- Nosarzewo Borowe
- Nosarzewo Polne
- Nowa Sławogóra
- Nowa Wieś
- Nowe Nosarzewo
- Nowe Piegłowo
- Pawłowo
- Piegłowo-Kolonia
- Piegłowo-Wieś
- Stara Sławogóra
- Stare Niemyje
- Szydłówek
- Szydłowo
- Trzcianka
- Trzcianka-Kolonia
- Tyszki-Bregendy
- Wola Dębska
- Zalesie

### Gminy voisines
La gmina de Szydłowo est voisine de :
- la ville de :
  - Mława

et des gminy suivantes :
- - Dzierzgowo
  - Grudusk
  - Stupsk
  - Wieczfnia Kościelna
  - Wiśniewo

## Structure du terrain
D'après les données de 2002, la superficie de la commune de Szydłowo est de 122,21 km2, répartis comme tel :
- terres agricoles : 80%
- forêts : 13%

La commune représente 10,44% de la superficie du powiat.

## Démographie
Données du 30 juin 2004 :
| Description        | Total  | Total | Femmes | Femmes | Hommes | Hommes |
| ------------------ | ------ | ----- | ------ | ------ | ------ | ------ |
| Unité              | Nombre | %     | Nombre | %      | Nombre | %      |
| Population         | 4 538  | 100   | 2 219  | 48,9   | 2 319  | 51,1   |
| Densité (hab./km²) | 37,1   | 37,1  | 18,2   | 18,2   | 19     | 19     |